# Таварес, Билл
Уильям С. (Билл) Таварес (англ. William S. (Bill) Tavares; род. 16 апреля 1963, Гуам) — американский саночник. Участник зимних Олимпийских игр 1992 года.

## Биография
Билл Таварес родился 16 апреля 1963 года на острове Гуам.
Служил в американской Национальной гвардии, по состоянию на 1992 год носил звание младшего лейтенанта. Впоследствии стал профессиональным военным.
В 1992 году вошёл в состав сборной США на зимних Олимпийских играх в Альбервиле. В санном спорте в соревнованиях двоек вместе с Уэнделом Сакоу занял 9-е место, показав по сумме двух заездов результат 1 минута 33,451 секунды и уступив 1,398 секунды завоевавшим золото Штефану Краусе и Яну Берендту из Германии.
В мае 1999 года стал тренером женской олимпийской сборной США по бобслею. В 2010 году вошёл в тренерский штаб сборной США по санному спорту.
Живёт в американском городе Лейк-Плэсид.

## Семья
Жена — Лори Таварес (до замужества — Гровер; род. 1965), американская биатлонистка. Участница зимних Олимпийских игр 1994 года.